# Friedrich Wilhelm von Oesfeld
Friedrich Wilhelm von Oesfeld (* 16. November 1736 in Potsdam; † 27. September 1807 ebenda, bis 1786 Friedrich Wilhelm Oesfeld) war ein preußischer Beamter und Wirtschaftswissenschaftler.

## Leben
Seine Eltern waren der Prediger in Berlin und Inspekteur des Militär-Waisenhauses in Potsdam Johann Friedrich Oesfeld (1709–1746) und dessen Ehefrau Johanna Sophie Thering (1717–1792). Sein jüngerer Bruder war der Kartograph Carl Ludwig von Oesfeld.
Er studierte in Halle, wurde 1758 Hof-Fiscal und zunächst Advokat beim Stadtgericht Frankfurt (Oder). Durch einstimmige Wahl der Kreisstände wurde er 1765 Kreiseinnehmer für den Zauchekreis in Potsdam, wozu ihm König Friedrich II. den Charakter als Hofrat verlieh. 1769 wurde er landschaftlicher Zinsenmeister und 1782 Direktor des dem großen Militär-Waisenhause zuständigen Lombard- oder Pfandleihinstituts. Im Jahr 1786 wurde er Geheimer Kriegsrat und gemeinsam mit seinem Bruder geadelt. Er war Verfasser verschiedener wissenschaftlicher Werke.

## Familie
Er heiratete 1766 Friederike Karoline von Hoffmann (1748–1806), eine Enkelin des Mediziners Dr. Friedrich Hoffmann, die nach der Scheidung 1787 den General Friedrich Wilhelm von Rohdich heiratete. In zweiter Ehe war er mit Johanne Friederike Amalie Luise von Perbandt (1766–1801) verheiratet. Das Paar hatte mehrere Kinder:
- Johann Ernst Wilhelm (1795–1874), Oberstleutnant
- Karl Friedrich (1797–1813, gefallen), Leutnant
- Karl Ludwig Ernst (1800–1876), Hofpostsekretär

## Werke
- Versuch einer Anleitung zur Finanz-Rechnungswissenschaft und Verwaltung öffentlicher Cassen. 1773
- Entwurf eines Dorfbuchs. 1774
- Über die Eidesleistungen. 1779